# 沃爾夫岡·利安得·鮑爾
沃爾夫岡·利安得·鮑爾（通譯鮑吾剛，Wolfgang Leander Bauer，1930年2月23日—1997年1月14日）是德國漢學家。

## 生平
沃爾夫岡·利安得·鮑爾是閃米特學家漢斯·鮑爾的兒子。1966年到1997年是慕尼黑大學教東亞語言學和東亞文化學的教授。他先後當任過美國、澳大利亞和日本的大學客座教授。
1959年，他與老師傅海博合作翻譯了中國古代中短篇小說集《金箱子》，影響很大。

## 作品
- 《中國人的幸福觀》（China und die Hoffnung auf Glück, 1971年)
- 《中國人的畫像》（Das Antlitz Chinas， 1990年).
- 《中國哲學史》（Geschichte der chinesischen Philosophie，2001年遺作).
- 《中國漫畫及推理小說出版物》（Veröffentlichungen über chinesische Comics und Kriminalromane）